# Karel Černý (voják)
Karel Černý (27. prosince 1914 Lišov – 5. dubna 1991 Norimberk) byl československý důstojník, účastník druhého a třetího odboje.

## Životopis
Karel Černý se narodil 27. prosince 1914 v rodině Václava a Anny Černých v Lišově. V letech 1931 až 1935 vystudoval českobudějovickou obchodní akademii. Základní vojenskou službu absolvoval v Benešově a po jejím ukončení se rozhodl zůstat v armádě. V září 1936 nastoupil na vojenskou akademii v Hranicích, kterou ukončil v létě 1937 v hodnosti poručíka. Po krátkém pobytu u horského pěšího pluku 4 na Slovensku byl v říjnu 1937 převelen do Jinců, kde absolvoval speciální kurz pro pevnostní jednotky. V lednu 1938 nastoupil u hraničářského pluku 6 v Šumperku, kde působil až do jeho rozpuštění koncem roku 1938. V lednu 1939 byl převelen k cyklistickému praporu 5 do Slavkova u Brna.
Po okupaci zbytku Československa Německem byl Karel Černý v květnu 1939 propuštěn z armády. Odešel proto zpět do svého rodiště a krátce pracoval v Českých Budějovicích. V březnu 1940 se mu společně s rotmistrem Karlem Weissem podařilo přejet ukrytým v nákladním vlaku mířícím z Českých Budějovic do Jugoslávie. Zde se přihlásil na čs. velvyslanectví v Bělehradu, odkud byl spolu s dalšími dobrovolníky odeslán přes Řecko, Turecko, Sýrii a Libanon do Francie.
Ve Francii vstoupil Karel Černý v dubnu 1940 do 1. čsl. pěšího pluku, kde byl jmenován 2. pobočníkem plukovníka pěchoty Jana Kratochvíla. Po napadení Francie se zúčastnil obranných bojů u městečka Gien. Po porážce Francie byl spolu s celou jednotkou evakuován do Velké Británie. Zde působil v rámci 1. čs. smíšené brigády u Čety obrany proti letadlům jako řidič, spojka a střelec z kulometu. 28. října 1940 obdržel za svou činnost ve Francii Československou medaili za chrabrost. V červnu 1941 byl ustaven zpravodajským důstojníkem 1. pěšího praporu. V létě 1942 absolvoval kurz SOE pro speciální jednotky ve Skotsku a navazující parašutistický výcvik v Ringway u Manchesteru.
Za odbojovou činnost Karla Černého se okupanti se pomstili na rodině. Jeho otec byl spolu se svojí druhou manželkou Julií uvězněn v internačním táboře ve Svatobořicích.
V létě 1943 byl Karel Černý převelen spolu s dalšími důstojníky k čs. samostatné brigádě v Sovětském svazu. Cestu absolvovali přes Egypt, Palestinu, Irák a Írán. Do Moskvy dorazili v listopadu 1943. Zde pracoval jako pobočník velitele Čs. vojenské mise v SSSR plukovníka gšt. Heliodora Píky. Na jaře 1944 krátce působil jako zástupce velitele nově zřízeného Oddílu pro zvláštní úkoly. Své úkoly v Moskvě vykonával i po ukončení války až do února 1946. Za svoji činnost v SSSR byl oceněn sovětskou medailí za vítězství.
Po návratu do vlasti působil major Černý na velitelství 12. tankové brigády v Českém Krumlově. V roce 1947 nastoupil jako posluchač na Vysokou školu válečnou, kterou však musel po únorovém převratu 1948 opustit. Krátce působil u 29. pěšího pluku v Jindřichově Hradci. V červenci 1948 byl krátce zatčen a poté byl propuštěn z armády. V dubnu 1949 byl opět zatčen a vyslýchán.
Okamžitě po svém propuštění utekl do Západního Německa. Po pobytu v utečeneckém táboře nastoupil v září 1949 u americké zpravodajské jednotky 946th Signal Service Company. V rámci plnění zpravodajských úkolů u česko-bavorské hranice dopravoval kurýry a agenty chodce. Zde se také setkal s Josefem Hasilem. V roce 1952 se z pověření generála Sergeje Ingra stal velitelem Československé strážní roty (4091st Labor Service Company (Guard) – Czechoslovak) zformované v rámci americké armády v Západním Německu. Tato jednotka měla vytvořit zárodek budoucí Československé exilové armády na západě. Jednotku vedl až do jejího rozpuštění v roce 1964. Od roku 1965 pak velel i nově zformovanému útvaru 4222nd Civilian Labor Group (Guard). Koncem roku 1979 odešel do výslužby a usadil se v Norimberku. Československo navštívil krátce v létě 1990. Zemřel 5. dubna 1991 v Norimberku, kde je i pochován. Krátce po své smrti byl v Československu rehabilitován a povýšen do hodnosti plukovníka in memoriam.

## Galerie

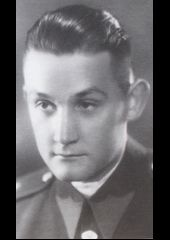
Poručík pěchoty Karel Černý v srpnu 1937
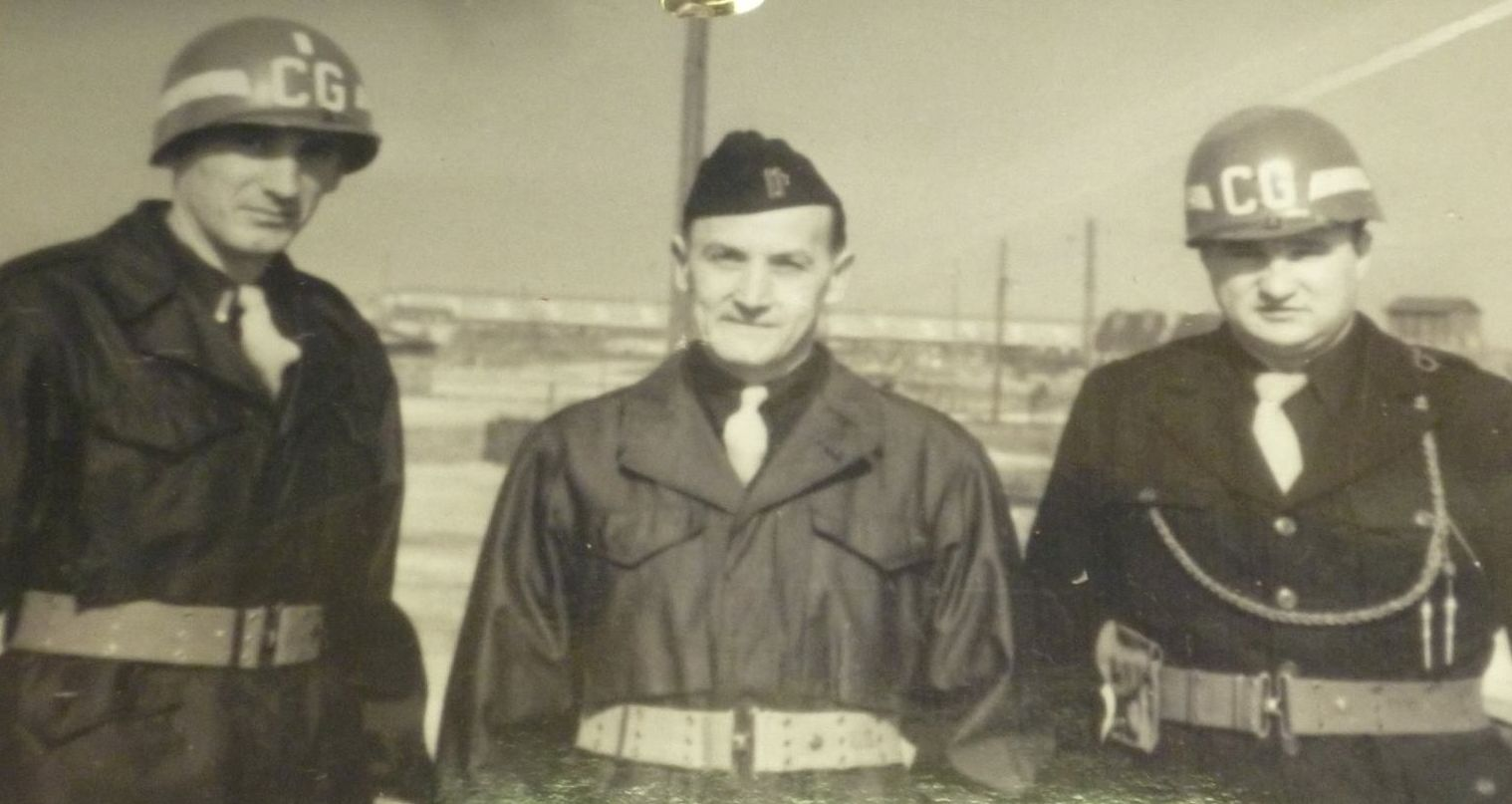
Velitel 4091. roty LS kapitán Karel Černý se svými zástupci
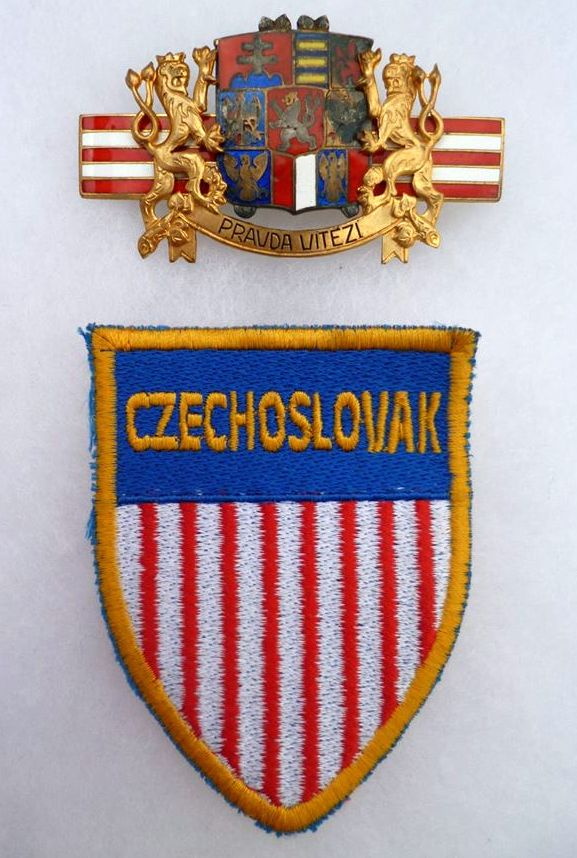
Symboly 4091. strážní roty
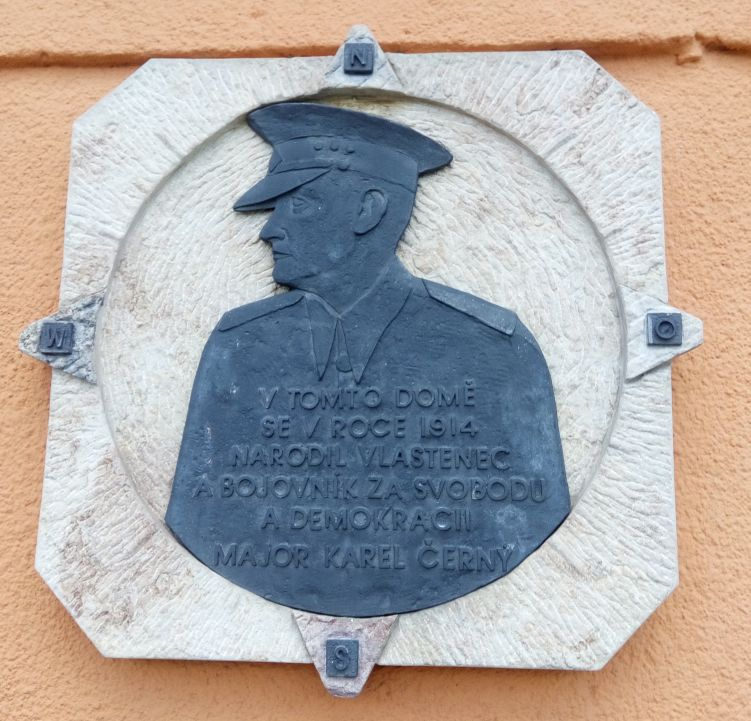
Pamětní deska mjr. Karla Černého na rodném domě v Lišově